# Beretta 81

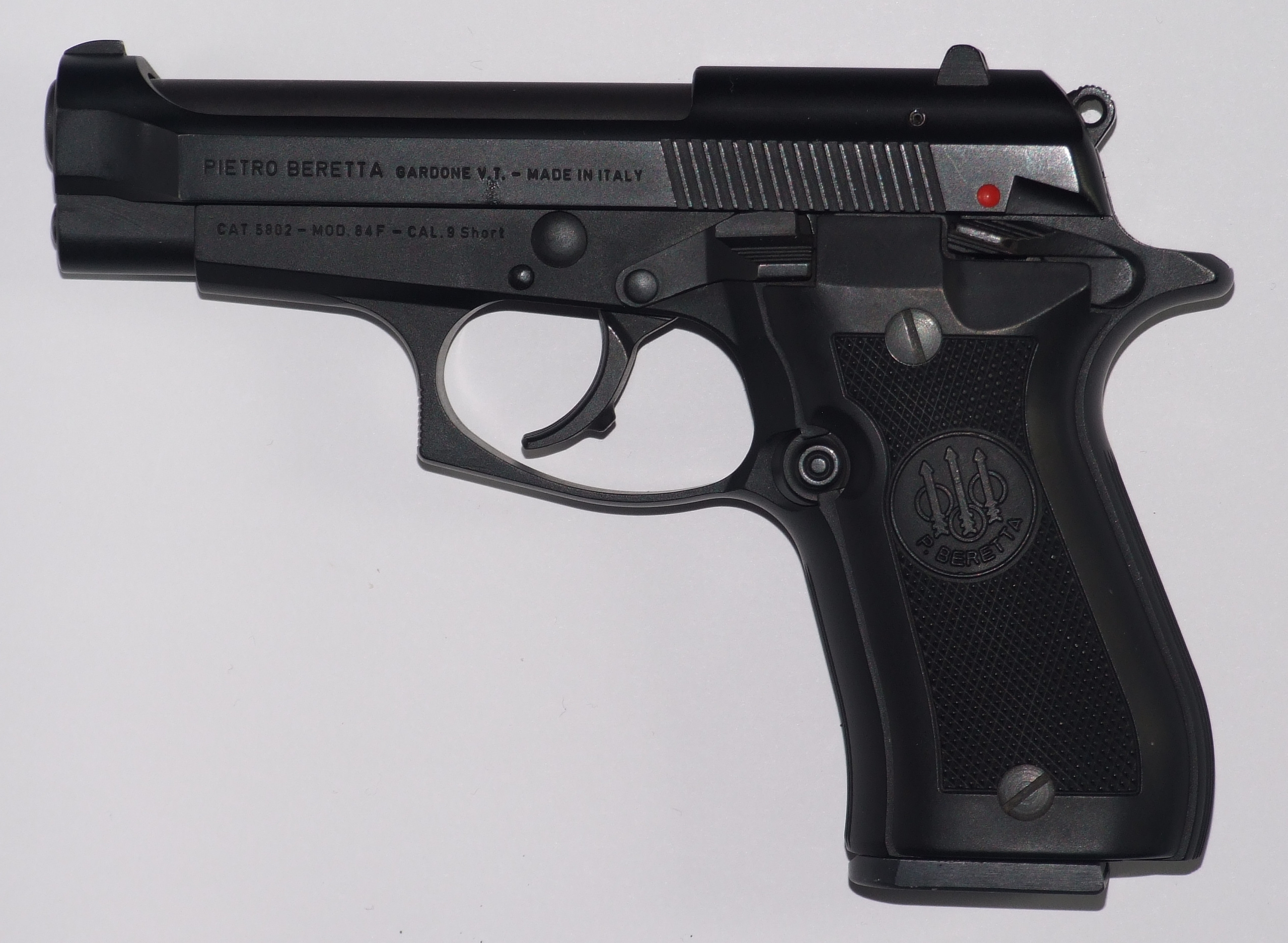
Zbraň typu Beretta 8x

Beretta 81 je samonabíjecí pistole. Je rozšířeným zástupcem pistolí série Beretta 80, vytvořených pro účely osobní obrany, skryté nošení i pro potřeby rekreační a soutěžní střelby. Série Beretta 80 navazuje na řadu Beretta 70 při zohlednění nových prvků úspěšného modelu Beretta 92. Cílem bylo vytvořit zbraň střední ráže 7,65 mm o střední hmotnosti. Později se objevily i verze s rážemi 5,6 a 9 mm.

## Technické údaje
Výrobcem této zbraně je Pietro Beretta a jedná se o samonabíjecí pistoli s dynamickým závěrem kalibru 7, 65 mm o délce 172 mm.
Hmotnost nenabité zbraně je 670 gramů. Pistole má drážkovou hlaveň délky 97 mm a schránkový, odnímatelný zásobník na 12 nábojů.

## Charakteristika
Model 81 je pistole ráže 7,65 mm. Zbraň má široce otevřené pouzdro závěru jaké je u Beretty obvyklé, velmi dobře tvarovanou rukojeť s dřevěnými střenkami, vnější kohout a dvojčinný mechanismus. Hlavní inovace oproti starším modelům spočívala v novém dvojřadovém zásobníku s kapacitou dvanáct nábojů. Pojistka je oboustranná – při střelbě je možné ji ovládat oběma rukama. Uvolňovací tlačítko záchytu zásobníku je umístěno na straně rukojeti a dá se přepnout podle potřeby na levou či pravou ruku. Zbraň má také demontážní záchyt závěru a zásobníková pojistka se montovala na přání zákazníka.